# Plantago leucophylla
Plantago leucophylla är en grobladsväxtart som beskrevs av Joseph Decaisne. Plantago leucophylla ingår i släktet kämpar, och familjen grobladsväxter. Inga underarter finns listade i Catalogue of Life.